# Abd-Al·lah ibn Muhàmmad ibn Ghàniya
Abd-Al·lah ibn Muhàmmad ibn Ghàniya (àrab: عبد الله بن محمد بن غانية, ʿAbd Allāh b. Muḥammad b. Ḡāniya), fill del valí almoràvit de Mayurqa Muhàmmad ibn Alí ibn Yússuf ibn Ghàniya, fou governador de Granada i de València abans de ser designat pel seu pare hereu del govern de MallorcaMayurqa; llavors fou assassinat juntament amb el seu pare, el 1155, pel seu germà, Ishaq ibn Muhàmmad ibn Ghàniya, que prengué el poder.